# サーティース・TS20
サーティース・TS20 (Surtees TS20) は、サーティースが1978年のF1世界選手権に投入したフォーミュラ1カー。ジョン・サーティースとケン・シアーズによって設計された。

## レース戦績
1978年シーズン、チームは序盤の4戦でTS19を使用した後TS20を投入した。第5戦モナコでヴィットリオ・ブランビラにのみTS20が与えられたが、ブランビラは予選を通過することができなかった。続くベルギーでもブランビラのみがTS20をドライブしたが、決勝は13位であった。第7戦スペインではルパート・キーガンにもTS20が与えられた。このスペインGPではブランビラが7位、キーガンが11位で完走している。第8戦スウェーデンではキーガンが予選落ち、ブランビラはアクシデントのためリタイアしている。フランスではブランビラが17位、キーガンはエンジントラブルでリタイアした。イギリスではキーガンが予選落ち、ブランビラは決勝9位となる。ドイツではブランビラが燃料システムのトラブルでリタイア、キーガンは前戦に引き続いて予選落ちした。オーストリアでもキーガンは予選落ちした一方、ブランビラは6位に入りポイントを獲得した。オランダではブランビラがレース開始時にマシンを押したことで失格となり、キーガンは日曜のウォームアップで手を怪我したためスタートしなかった。イタリアグランプリではキーガンに代わってジマックスが起用されたが、予選落ちしている。一方のブランビラはスタート直後の第1コーナーにおける多重事故に巻き込まれリタイアとなった。ブランビラは事故の際に他車の外れた車輪が頭を直撃し重傷を負った。第15戦アメリカでは負傷のブランビラに代わってベッペ・ガビアーニが起用され、ジマックスもルネ・アルヌーと交代した。ガビアーニは予選落ちし、アルヌーは9位で完走した。最終戦カナダではガビアーニが予選落ち、アルヌーはエンジントラブルのためリタイアとなった。チームはその後十分な活動資金を用意できず、79年用のマシンを準備していたにもかかわらず、78年をもってF1から撤退した。チームはその年のブリティッシュオーロラシリーズで短期間活動した後、閉鎖された。

## F1における全成績
(key) （斜体はファステストラップ）
| 年     | チーム                            | エンジン                      | タイヤ | ドライバー               | 1   | 2   | 3   | 4   | 5   | 6   | 7   | 8   | 9   | 10  | 11  | 12  | 13  | 14  | 15  | 16  | ポイント | 順位 |
| ------ | --------------------------------- | ----------------------------- | ------ | ------------------------ | --- | --- | --- | --- | --- | --- | --- | --- | --- | --- | --- | --- | --- | --- | --- | --- | -------- | ---- |
| 1978年 | ベータ チーム・サーティース       | フォード コスワースDFV 3.0 V8 | G      |                          | ARG | BRA | RSA | USW | MON | BEL | ESP | SWE | FRA | GBR | GER | AUT | NED | ITA | USA | CAN | 1        | 13位 |
| 1978年 | ベータ チーム・サーティース       | フォード コスワースDFV 3.0 V8 | G      | ヴィットリオ・ブランビラ |     |     |     |     | DNQ | 13  | 7   | Ret | 17  | 9   | Ret | 6   | DSQ | Ret |     |     | 1        | 13位 |
| 1978年 | ベータ チーム・サーティース       | フォード コスワースDFV 3.0 V8 | G      | ベッペ・ガビアーニ       |     |     |     |     |     |     |     |     |     |     |     |     |     |     | DNQ | DNQ | 1        | 13位 |
| 1978年 | デュレックス チーム・サーティース | フォード コスワースDFV 3.0 V8 | G      | ルパート・キーガン       |     |     |     |     |     |     | 11  | DNQ | Ret | DNQ | DNQ | DNQ | DNS |     |     |     | 1        | 13位 |
| 1978年 | デュレックス チーム・サーティース | フォード コスワースDFV 3.0 V8 | G      | ブライアン・ヘントン     |     |     |     |     |     |     |     |     |     |     |     | PO  |     |     |     |     | 1        | 13位 |
| 1978年 | デュレックス チーム・サーティース | フォード コスワースDFV 3.0 V8 | G      | ジマックス               |     |     |     |     |     |     |     |     |     |     |     |     |     | DNQ |     |     | 1        | 13位 |
| 1978年 | デュレックス チーム・サーティース | フォード コスワースDFV 3.0 V8 | G      | ルネ・アルヌー           |     |     |     |     |     |     |     |     |     |     |     |     |     |     | 9   | Ret | 1        | 13位 |

## 参照
1. ↑  “Surtees Ford”.   Stats F1. 2016年3月20日閲覧。
2. ↑  “Surtees TS20”.   Jonathan Davies. 2016年3月20日閲覧。
3. ↑  “Grand Prix results, Monaco GP 1978”. grandprix.com. 2016年3月20日閲覧。
4. ↑  “Grand Prix results, Belgian GP 1978”. grandprix.com. 2016年3月20日閲覧。
5. ↑  “Grand Prix results, Spanish GP 1978”. grandprix.com. 2016年3月20日閲覧。
6. ↑  “Grand Prix results, Swedish GP 1978”. grandprix.com. 2016年3月20日閲覧。
7. ↑  “Grand Prix results, French GP 1978”. grandprix.com. 2016年3月20日閲覧。
8. ↑  “Grand Prix results, British GP 1978”. grandprix.com. 2016年3月20日閲覧。
9. ↑  “Grand Prix results, German GP 1978”. grandprix.com. 2016年3月20日閲覧。
10. ↑  “Grand Prix results, Austrian GP 1978”. grandprix.com. 2016年3月20日閲覧。
11. ↑  “Grand Prix results, Dutch GP 1978”. grandprix.com. 2016年3月20日閲覧。
12. ↑  “Grand Prix results, Italian GP 1978”. grandprix.com. 2016年3月20日閲覧。
13. ↑  “Grand Prix results, United States GP East 1978”. grandprix.com. 2016年3月20日閲覧。
14. ↑  “Grand Prix results, Canadian GP 1978”. grandprix.com. 2016年3月20日閲覧。